# Salaspils
Salaspils (en alemany:  Kirchholm) és un poble centre administratiu del municipi de Salaspils, al nord-oest de Letònia i localitzat a la riba nord del riu Daugava a 18 km. de la ciutat de Riga.

## Història
Salaspils és un dels assentaments més antics de Letònia. Les excavacions arqueològiques de 1964-197-(durant la construcció de Riga HES- en antics assentaments, cementiris i monticles de castells donen evidència d'una població molt densa de la regió. En aquest moment, restes dels caçadors de rens de 11.000 anys d'antiguitat han estat trobats -l'assentament més antic conegut humà en tota Letònia- i 3.500 anys d'antiguitat de restes de caçadors bàltics, enterrats als troncs buidats de roure. Hi ha evidència que livonians i bàltics van construir fortaleses en pujols de la regió.
A la fi del segle xii, els croats i els comerciants alemanys van viatjar fins al riu Daugava, i hi va haver un establiment de missioners entre els assentaments livonians. Un important centre livionià al Daugava, la petita illa Mārtiņsala (alemany: Kircholm) tenia una església cristiana ja el 1186. Així va començar la cristianització i la subjecció gradual de les tribus locals de livonians. El 1206, a les primeres fases de la Croada Livoniana, el cacic livonià Ako va organitzar la primera revolta contra els croats alemanys on va ser derrotat.
Durant la Primera Guerra Mundial, la línia del front va ser a Salaspils durant dos anys, i molts dels edificis i granges, especialment al llarg del riu, van ser destruïts. A la dècada de 1950 i començaments de 1960, diverses empreses industrials i institucions governamentals es van establir a Salaspils, com la planta nuclear i quatre branques de l'Acadèmia de Ciències de Letònia. Els grans blocs de cases de diversos pisos van allotjar a treballadors de la planta d'energia, molts dels quals eren russos.